# Liste der Baudenkmäler in Hettenshausen

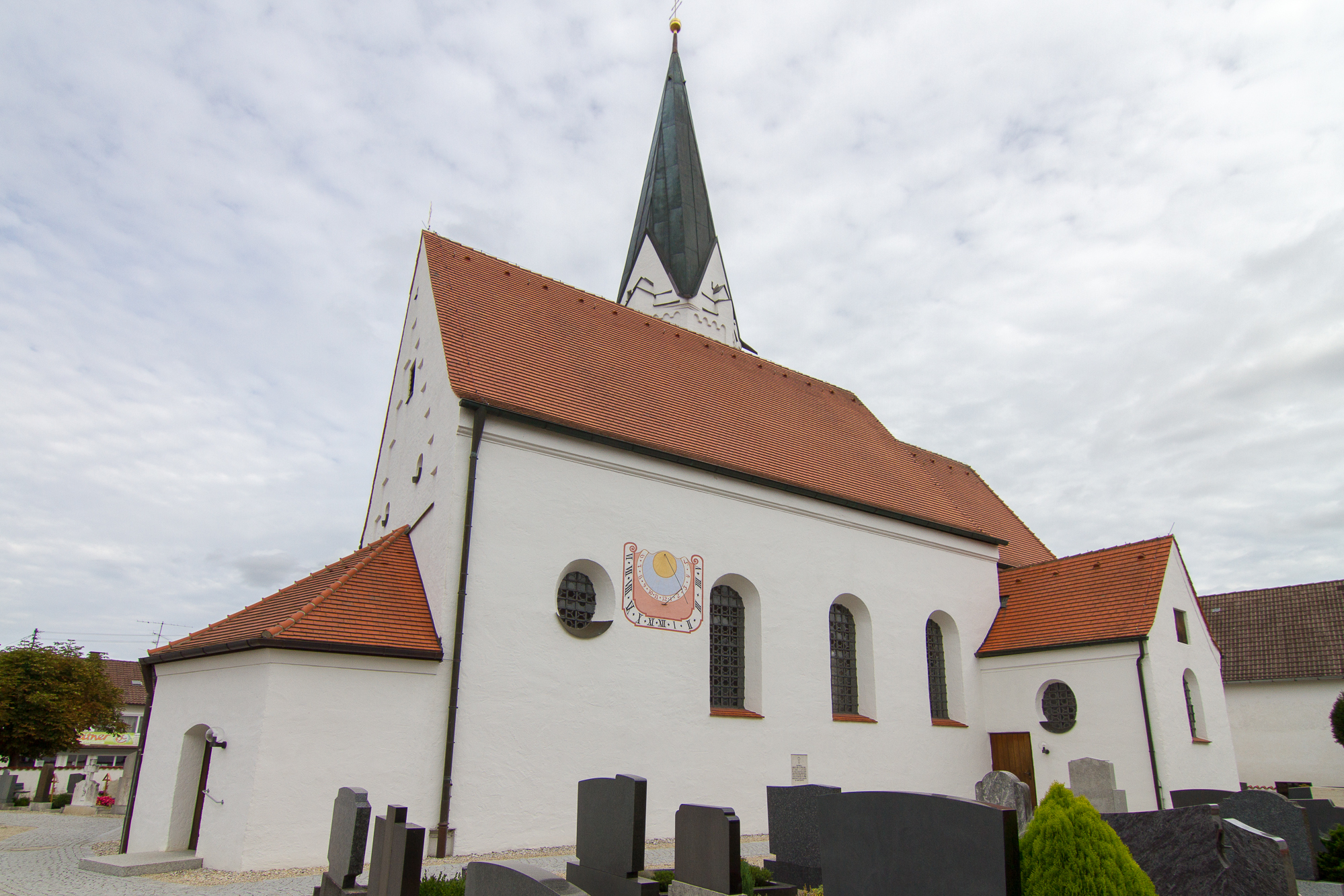
Hettenshausen: Kuratiekirche

Auf dieser Seite sind die Baudenkmäler in der oberbayerischen Gemeinde Hettenshausen zusammengestellt. Diese Tabelle ist eine Teilliste der Liste der Baudenkmäler in Bayern. Grundlage ist die Bayerische Denkmalliste, die auf Basis des Bayerischen Denkmalschutzgesetzes vom 1. Oktober 1973 erstmals erstellt wurde und seither durch das Bayerische Landesamt für Denkmalpflege geführt wird. Die folgenden Angaben ersetzen nicht die rechtsverbindliche Auskunft der Denkmalschutzbehörde.

## Baudenkmäler nach Ortsteilen

### Hettenshausen
| Lage                                       | Objekt                                            | Beschreibung | Akten-Nr.             | Bild           |
| ------------------------------------------ | ------------------------------------------------- | --- | --------------------- | -------------- |
| Hittostraße 2; Nähe Hauptstraße (Standort) | Katholische Kuratiekirche St. Johannes der Täufer | verputzte Saalkirche mit Steilsatteldach, eingezogenem Polygonalchor, westlicher Vorhalle und nördlichem Chorflankenturm mit oktogonalem Aufsatz und Spitzhelm, Langhaus mit Tonnengewölbe und Chor mit Stichkappentonne, 2. Hälfte 15. Jahrhundert, Barockisierung und Langhauswölbung von Wolfgang Zwerger, 1699; mit Ausstattung | D-1-86-126-1 Wikidata | weitere Bilder |
| Hittostraße 7 (Standort)                   | Mörtelplastik                                     | Mörtelplastik der Muttergotte, um 1870/90; in einer Nische am Südgiebel des Altbaus | D-1-86-126-2 Wikidata | Mörtelplastik  |

### Weitere Ortsteile
| Lage                                                 | Objekt                         | Beschreibung | Akten-Nr.             | Bild    |
| ---------------------------------------------------- | ------------------------------ | --- | --------------------- | ------- |
| Entrischenbrunn Entrischenbrunn 14 (Standort)        | Mörtelplastik des Hl. Wendelin | um 1870/90; am Stadel | D-1-86-126-3 Wikidata | BW      |
| Prambach Prambach 25 (Standort)                      | Mörtelplastik der Muttergottes | um 1870/90; am Südgiebel des Neubaus des Bauernhauses                                                                                   | D-1-86-126-5 Wikidata | BW      |
| Schaibmaierhof In der Flur Schaibmaierhof (Standort) | Hofkapelle                     | verputzter Satteldachbau mit halbrundem Schluss, 1871                                                                                   | D-1-86-126-7          | BW      |
| Streitberg Streitberg 1 (Standort)                   | Gutshof                        | Wohnhaus, langgestreckter, zweigeschossiger Satteldachbau mit Schweifgiebeln, Putzgliederung und östlichem, giebelseitigem Vorbau, 1928 | D-1-86-126-8 Wikidata | Gutshof |

## Ehemalige Baudenkmäler
In diesem Abschnitt sind Objekte aufgeführt, die früher einmal in der Denkmalliste eingetragen waren, jetzt aber nicht mehr. Objekte, die in anderem Zusammenhang also z. B. als Teil eines Baudenkmals weiter eingetragen sind, sollen hier nicht aufgeführt werden. Aktennummern in diesem Abschnitt sind ehemalige, jetzt nicht mehr gültige Aktennummern.

| Lage                                  | Objekt                                    | Beschreibung | Akten-Nr.               | Bild |
| ------------------------------------- | ----------------------------------------- | --- | ----------------------- | ---- |
| Harres Harres 4 (Standort)            | Ehemals Bauernhaus (Wohnteil des Altbaus) | mit Greddach über Balkenköpfen und alten Fenstern, 1. Hälfte 19. Jahrhundert                                                   | D-1-86-126-4 ? Wikidata | BW   |
| Reisgang Münchner Straße 7 (Standort) | Bauernhaus                                | Stattliches eingeschossiges Bauernhaus mit Greddach über Kastengesims, vor Mitte 19. Jahrhundert, erneuert (zwei Brände 2005). | D-1-86-126-6 ?          | BW   |